# Ambassis ambassis
Ambassis ambassis е вид бодлоперка от семейство Ambassidae. Видът не е застрашен от изчезване.

## Разпространение и местообитание
Разпространен е в Австралия, Виетнам, Индия, Индонезия, Кения, Мавриций, Мадагаскар, Малайзия, Реюнион, Сейшели и Южна Африка.
Обитава сладководни и полусолени басейни, океани и морета. Среща се на дълбочина около 2 m.

## Описание
На дължина достигат до 15 cm.